# Christian Alexander Oedtl
Christian Alexander Oedtl (* um 1661 in Tirol; † 6. Jänner 1737) war ein österreichischer Architekt und Baumeister des Barocks.

## Leben
Oedtl wirkte als kaiserlicher Baumeister in Wien. Im Jahre 1699 wirkte er an der Planung des Palais Questenberg-Kaunitz in Wien mit. Er war zu Beginn des 18. Jahrhunderts einer der größten Bauunternehmer in Wien und arbeitete mit Johann Bernhard Fischer von Erlach und Lukas Hildebrandt zusammen. Er leitete unter anderem den Umbau des Schlosses Trautmannsdorf einschließlich des Einbaus der Schlosskapelle. Später lieferte Oedtl auch eigene Baupläne.
Im Auftrag der Fürsten Dietrichstein entwarf er 1719 die Pläne zum Wiederaufbau des ausgebrannten Schlosses Nikolsburg. Dabei entstanden die dreigeschoßigen Süd- und Westflügel sowie die Freitreppe zur Sommerreitschule. Nach Plänen von Matthias Steinl realisierte Oedtl den Bau der Wiener Alserkirche. Er leitete ebenfalls den Bau der Pfarrkirche in Laxenburg nach einem Entwurf von Johann Wieser.
Nach neueren Erkenntnissen wird Oedtl auch als Architekt des um 1703 errichteten Palais Windisch-Graetz in der Wiener Renngasse angesehen.
Zwischen 1750 und 1760 wurde das Schloss Prštice nach Oedtls Plänen barock umgestaltet. Zusammen mit Jakob Prandtauer entwarf Oedtl die Pläne für den Prandtauer-Hof in Wien.
Oedtl hinterließ ein Verzeichnis seiner zwischen 1683 und 1726 erbauten Werke, die hauptsächlich in Niederösterreich zu finden sind.

## Werke
- ab 1692: Palais Harrach in Wien

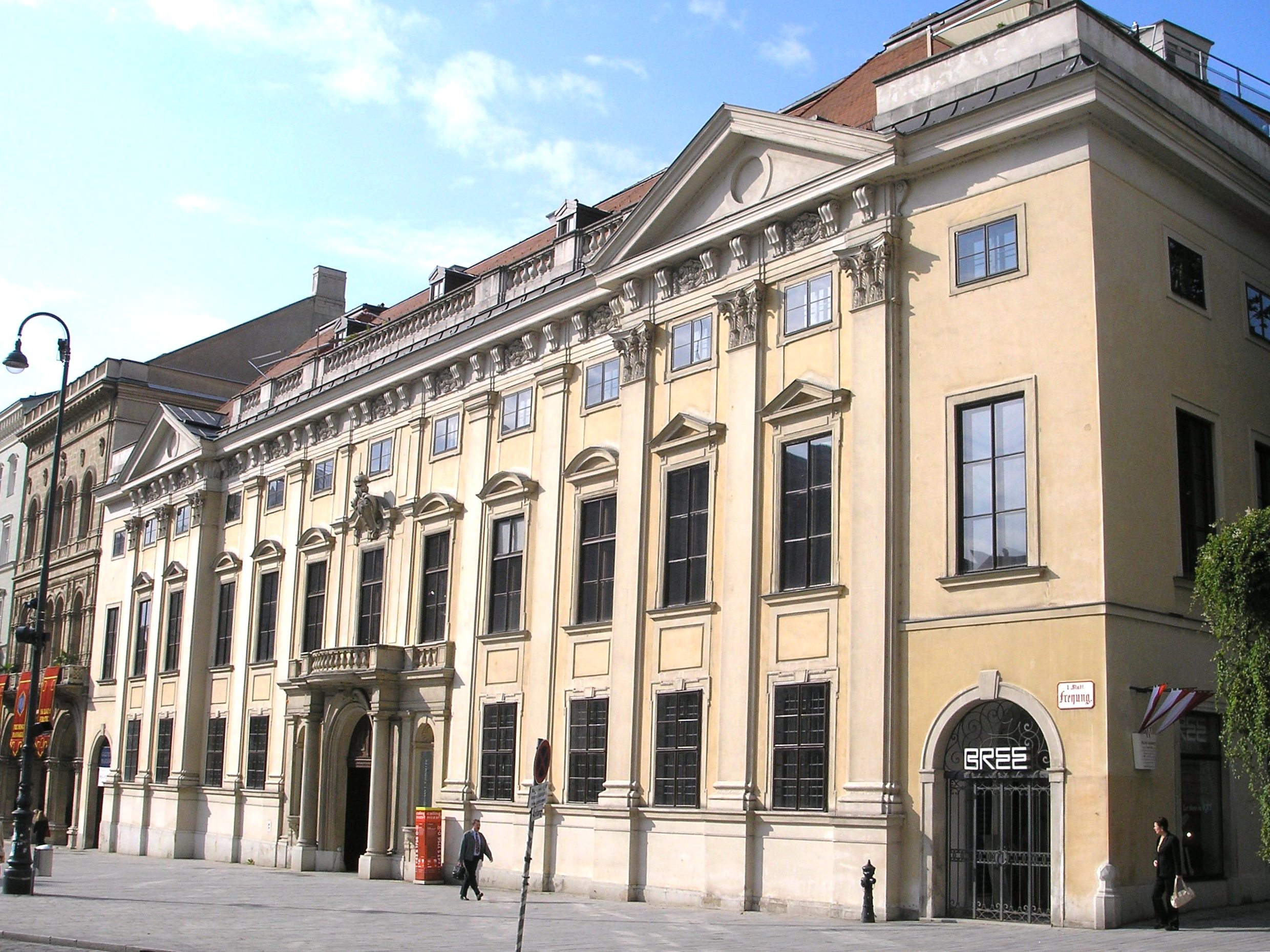
Palais Harrach

- ab 1698: Palais Dietrichstein in Laxenburg (Grünne Haus)
- (zugeschrieben) 1702–1703: Palais Windisch-Graetz in Wien
- ab 1712: Palais Trautson in Neubau, nach Plänen von Johann Bernhard Fischer von Erlach
- 1713–1720: Neugestaltung des Schlosses Marchegg
- 1717–1719: Geheime Hofkanzlei in Wien nach Plänen von Johann Lukas von Hildebrandt[5]
- 1718: Palais Batthyány in Wien[6]
- 1719–1730: Wiederaufbau des Schlosses Nikolsburg nach dem Brand von 1719
- ab 1721: Wallfahrtskirche Mariae Heimsuchung bei den Drei Eichen in Lechwitz
- 1722–1724: Umbau des Schlosses Eckartsau und Errichtung der Schlosskapelle[7]

## Der kaiserliche Steinbruch
Vor allem tragende Architekturteile wurden aus härtestem Kaiserstein gearbeitet, so ist eine intensive Zusammenarbeit mit Kaisersteinbrucher Meistern dokumentiert.
Eine Auswahl: